# Frea basalis
Frea basalis là một loài bọ cánh cứng trong họ Cerambycidae.